# Целий
Целий, Кайлий (также Целийский холм, лат. Collis Caelius, итал. Celio) — один из семи холмов Рима в древнем Риме. Находился в юго-восточной части города.

## География
Расположен юго-западнее Эсквилина. Выступал с востока на запад длиной в 2 и шириной в 1/2 км. В северной части, против Оппия, выделялся выступом отрог Caeliolus.

## Этимология
Древние[кто?] выводили название холма от имени этруска Целеса Вибенны, который в благодарность за военную поддержку, оказанную одному из римских царей, получил территорию холма для поселения своего отряда. 

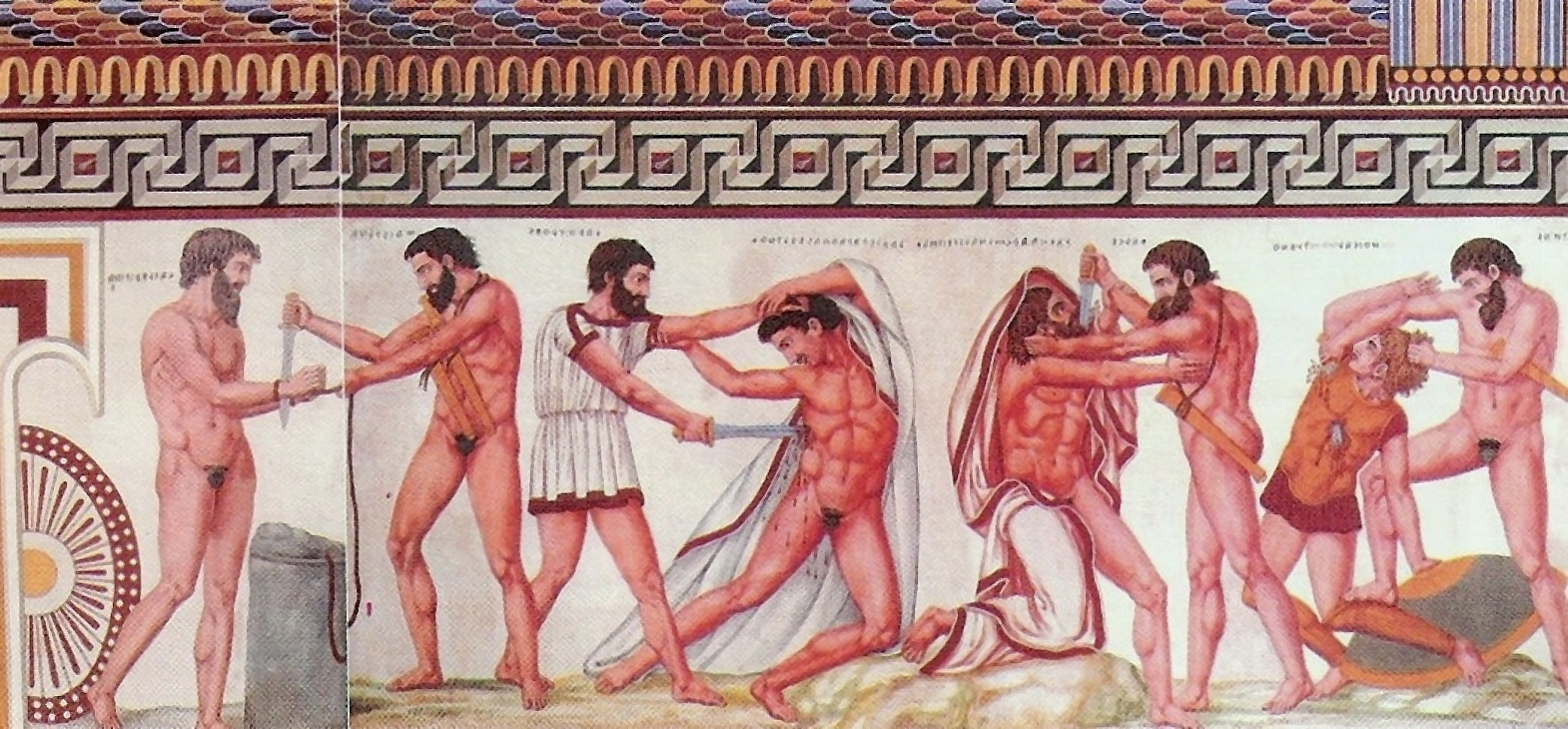
Копия фрески Освобождение «Целеса Вибенны» 4 века до н.э. из гробницы Франсуа в Вульчи (Целес Вибенна первый слева)

## История
Вошёл в городскую черту Рима при Сервии Туллии. Был долгое время плебейским районом, местом проживания небогатых людей. В начале I века н. э. стал районом проживания знати. На нём находятся развалины Храма Божественного Клавдия.
Исходя из того факта, что холм принадлежал к числу городских кварталов, которые принимали участие в отправлении праздника Семихолмия (лат. Septimontium, 11 декабря), следует признать, что он составлял часть городской территории уже в период расширения Палатинского центра. Сервиева стена захватила западную половину холма, пройдя в направлении с севера на юг. В пределах холма стена прерывалась Целимонтанскими воротами на востоке и Кверкетуланскими на юге.
При Августе на холме существовало святилище богини Карны и Минервы.
После пожара 27 года Тиберий отпустил значительные суммы на возведение здесь новых построек. Благодаря тому, что соседний Палатинский холм с его дворцами сделался императорской собственностью, холм стал застраиваться роскошными дворцами римских богачей и аристократов. В императорскую эпоху на холме были сооружены храм Клавдия с портиком Августа, перегринский лагерь, лагерный амфитеатр (Amphitheatrum Castrense).

## Церкви на Целии
- Санти-Джованни-э-Паоло (Рим)
- Сан-Грегорио-Маньо (San Gregorio Magno)
- Санта-Мария-ин-Домника (Santa Maria in Domnica)
- Сан-Томмазо-ин-Формис (San Tommaso in Formis)
- Санто-Стефано-Ротондо